# 은계중학교
은계중학교(銀溪中學校)는 대한민국 경기도 시흥시 대야동에 있는 공립 중학교이다.

## 학교 연혁
- 2007년 5월 3일 : 시흥시 계수동 745번지 은계중학교 착공
- 2008년 2월 29일 : 은계중학교 준공
- 2008년 3월 1일 : 은계중학교 설립 인가
- 2008년 3월 1일 : 초대 전형재 교장 취임
- 2008년 3월 3일 : 개교 및 제1회 입학식(10학급 385명 입학)
- 2011년 2월 10일 : 제1회 졸업식 (10학급 358명)
- 2019년 1월 9일 : 제9회 졸업식(7학급 229명, 누계 2,582명)
- 2019년 3월 1일 : 제3대 최승례 교장 취임
- 2024년 1월 5일 : 제14회 졸업식 (10학급 313명 졸업)
- 2024년 3월 4일 : 제17회 입학식 (10학급 306명 입학)

## 참고 자료
- 은계중학교 - 한국교육학술정보원 학교알리미